# Rémy Perrier
|  | Dieser Artikel wurde aufgrund von formalen oder inhaltlichen Mängeln in der Qualitätssicherung Biologie zur Verbesserung eingetragen. Dies geschieht, um die Qualität der Biologie-Artikel auf ein akzeptables Niveau zu bringen. Bitte hilf mit, diesen Artikel zu verbessern! Artikel, die nicht signifikant verbessert werden, können gegebenenfalls gelöscht werden. Lies dazu auch die näheren Informationen in den Mindestanforderungen an Biologie-Artikel. |

Rémy Perrier (* 14. Juni 1861 in Tulle; † 27. Juni 1936 in Chaunac) war ein französischer Zoologe.

## Leben
Sein Vater, Antoine Perrier, war Lehrer und Direktor an der École supérieure de Tulle und beendete seine schulische Laufbahn als Direktor der École normale de Moulins. Seine Mutter Jeanne Perrier war eine geborene Roche. Sein älterer Bruder war der Zoologe und Anatom Edmond Perrier. Mit seiner Frau Adrienne Perrier, geborene Taillard, hat er drei Töchter: Jeanne, Genevieve und Guilhen und sieben Enkelkinder.
Perrier studierte erst in Tulle, dann in Moulins und schließlich in Paris, wo er 1878 sein baccalauréat de lettres absolvierte. Er trat 1882 in die École normale supérieure in Paris ein und schloss 1884 mit den licencié en physique und 1885 den licencié en sciences naturelles ab. Im Jahre 1894 trat er in die Faculté des sciences de Paris ein, wo er zunächst mehrfach Dozent für Zoologie wird, ab 1910 ist er in der Position einer Assistenz-Professur tätig, 1921 wird er zum Professor ohne Lehrstuhl, und 1926 erhält er einen Lehrstuhl für Zoologie. Im Jahre 1919 lehrte er zeitweise an Ècoles normales supérieures von Sèvres tätig. Er zog sich 1931 aus dem Lehrbetrieb zurück.

## Wissenschaftliche Leistungen
Nach seiner Promotion im Jahre 1890 mit dem Dissertationsthema Recherches sur l'anatomie et l'histologie du rein des gastéropodes prosobranches (Forschung über die Anatomie und Histologie der Nieren von Prosobranchia Gastropoden). Rémy Perrier in mehreren gemeinschaftlichen Werken zur Zoologie, wie etwa dem Handbuch für die Zoologie, Précis de zoologie, oder allgemeiner als die Nouveau dictionnaire des sciences et de leurs applications (1900-1903). So war er u. a. mit Jean-Louis Fage auf der Forschungsstation Laboratoire maritime de Saint-Vaast-la-Hougue tätig. Auch an den Veröffentlichungen der Ergebnisse der wissenschaftlichen Tiefsee-Expeditionen durch die Forschungsschiffe Travailleur und Talisman aus Jahren 1880, 1881, 1882 und 1883 hat er sich beteiligt.

## Schriften (Auswahl)
- Bände von La Faune de la France en tableaux synoptiques illustrés:
  - Band 2: Arachnides et Crustacés. 1929 - mit L. Berland, L. Bertin.
  - Band 4: Hémiptères, Anoploures, Mallophages, Lépidoptères. 1935. - mit L. Gaumont, L. Bertin.
  - Band 5: Coléoptères. 1. Teil
- Éléments d'anatomie comparée. JB Bailliere, Paris 1893.